# Tom Vilsack
Thomas James Vilsack (Pittsburgh, 13 de diciembre de 1950) es un político estadounidense, miembro del Partido Demócrata, y fue el 40.° Gobernador del Estado de Iowa. Fue Secretario de Agricultura de Estados Unidos bajo las presidencias de Barack Obama y Joe Biden. Fue elegido por primera vez en 1998 y reelecto para un segundo período de cuatro años en 2002. El 30 de noviembre de 2006, lanzó formalmente su candidatura para la nominación por parte del Partido Demócrata para las elecciones presidenciales de 2008, pero dejó la carrera el 23 de febrero de 2007.
Tom Vilsack recibió el apodo de "Sr. Monsanto" tras la aceptación de numerosos OMG (remolacha azucarera Roundup Ready de Monsanto, alfalfa Roundup Ready de Monsanto, maíz DroughtGard de Monsanto y muchos otros) por parte del Departamento de Agricultura de Estados Unidos.
Antiguo lobista de la industria láctea, ganaba un millón de dólares al año por esta actividad. En 2016, Bernie Sanders, demócrata de izquierdas, le criticó por haber impedido la aprobación de una ley que exigía un etiquetado estricto de los transgénicos en los productos. También se le acusa de haber permitido que los mataderos de aves de corral sustituyan a los inspectores estatales por empleados pagados por sus empresas para controlar su producción.